# European Silver League femminile 2021
L'European Silver League 2021 si è svolta dal 27 maggio al 12 giugno 2021: al torneo hanno partecipato otto squadre nazionali europee e la vittoria finale è andata per la prima volta alla Bosnia ed Erzegovina.

## Regolamento

### Formula
La formula ha previsto:
- Fase a gironi, disputata con girone all'italiana, con gare di andata e ritorno: la prima classificata di ogni girone, la migliore seconda classificata e la squadra del paese organizzatore (nel caso in cui sia stata tra le prime due opzioni, si è qualificata la seconda migliore seconda classificata) hanno acceduto alla fase finale.
- Fase finale, disputata con semifinali, finale per il terzo posto e finale: la vincitrice è promossa alla European Golden League 2022.

### Criteri di classifica
Se il risultato finale è stato di 3-0 o 3-1 sono stati assegnati 3 punti alla squadra vincente e 0 a quella sconfitta, se il risultato finale è stato di 3-2 sono stati assegnati 2 punti alla squadra vincente e 1 a quella sconfitta.
L'ordine del posizionamento in classifica è stato definito in base a:
- Numero di partite vinte;
- Punti;
- Ratio dei set vinti/persi;
- Ratio dei punti realizzati/subiti;
- Risultati degli scontri diretti.

## Squadre partecipanti
| Squadra              | Qualificazione | Ultima partecipazione       |
| -------------------- | -------------- | --------------------------- |
| Austria              | Wild card      | European Silver League 2018 |
| Bosnia ed Erzegovina | Wild card      | Debutto                     |
| Estonia              | Wild card      | European Silver League 2019 |
| Israele              | Wild card      | European Silver League 2019 |
| Lettonia             | Wild card      | Debutto                     |
| Lussemburgo          | Wild card      | Debutto                     |
| Portogallo           | Wild card      | European Silver League 2019 |
| Slovenia             | Wild card      | European Silver League 2019 |

## Torneo

### Fase a gironi
| Girone A    | Girone B             |
| ----------- | -------------------- |
| Austria     | Bosnia ed Erzegovina |
| Israele     | Estonia              |
| Lussemburgo | Lettonia             |
| Slovenia    | Portogallo           |

#### Girone A

##### Risultati
| 27 maggio 2021 d'Coque, Lussemburgo Durata: 1h:10 - Spettatori: 21                | Austria     | 0 - 3 | Slovenia    | 17-25, 17-25, 20-25               |
| 28 maggio 2021 d'Coque, Lussemburgo Durata: 1h:07 - Spettatori: 14                | Israele     | 0 - 3 | Austria     | 16-25, 11-25, 21-25               |
| 28 maggio 2021 d'Coque, Lussemburgo Durata: 1h:01 - Spettatori: 111               | Lussemburgo | 0 - 3 | Slovenia    | 14-25, 13-25, 16-25               |
| 29 maggio 2021 d'Coque, Lussemburgo Durata: 1h:21 - Spettatori: 108               | Israele     | 3 - 0 | Lussemburgo | 25-23, 25-19, 25-22               |
| 30 maggio 2021 d'Coque, Lussemburgo Durata: 1h:00 - Spettatori: 21                | Slovenia    | 3 - 0 | Israele     | 25-14, 25-15, 25-11               |
| 30 maggio 2021 d'Coque, Lussemburgo Durata: 1h:05 - Spettatori: 150               | Austria     | 3 - 0 | Lussemburgo | 25-19, 25-15, 25-13               |
| 4 giugno 2021 Športna Dvorana Ljudski Vrt, Maribor Durata: 1h:07 - Spettatori: 0  | Austria     | 3 - 0 | Lussemburgo | 25-15, 25-14, 25-20               |
| 4 giugno 2021 Športna Dvorana Ljudski Vrt, Maribor Durata: 1h:36 - Spettatori: 30 | Slovenia    | 3 - 1 | Israele     | 22-25, 25-11, 25-19, 25-20        |
| 5 giugno 2021 Športna Dvorana Ljudski Vrt, Maribor Durata: 1h:26 - Spettatori: 15 | Israele     | 0 - 3 | Austria     | 18-25, 32-34, 15-25               |
| 5 giugno 2021 Športna Dvorana Ljudski Vrt, Maribor Durata: 1h:07 - Spettatori: 40 | Lussemburgo | 0 - 3 | Slovenia    | 14-25, 19-25, 13-25               |
| 6 giugno 2021 Športna Dvorana Ljudski Vrt, Maribor Durata: 1h:18 - Spettatori: 10 | Israele     | 3 - 0 | Lussemburgo | 25-23, 25-16, 25-14               |
| 6 giugno 2021 Športna Dvorana Ljudski Vrt, Maribor Durata: 2h:19 - Spettatori: 60 | Austria     | 2 - 3 | Slovenia    | 22-25, 22-25, 32-30, 25-19, 15-17 |

##### Classifica
| Pos. | Squadra     | Pt | G | V | P | SV | SP | Ratio | PF  | PS  | Ratio |
| ---- | ----------- | -- | - | - | - | -- | -- | ----- | --- | --- | ----- |
| 1.   | Slovenia    | 17 | 6 | 6 | 0 | 18 | 3  | 6,000 | 513 | 374 | 1,371 |
| 2.   | Austria     | 13 | 6 | 4 | 2 | 14 | 6  | 2,333 | 479 | 400 | 1,197 |
| 3.   | Israele     | 6  | 6 | 2 | 4 | 7  | 12 | 0,583 | 378 | 448 | 0,843 |
| 4.   | Lussemburgo | 0  | 6 | 0 | 6 | 0  | 18 | 0,000 | 302 | 450 | 0,671 |

      Qualificata alle semifinali.

#### Girone B

##### Risultati
| 28 maggio 2021 Arena Zenica, Zenica Durata: 1h:21 - Spettatori: 70  | Bosnia ed Erzegovina | 3 - 0 | Lettonia             | 25-19, 25-20, 25-18               |
| 28 maggio 2021 Arena Zenica, Zenica Durata: 2h:12 - Spettatori: 50  | Estonia              | 2 - 3 | Portogallo           | 25-19, 23-25, 25-23, 27-29, 11-15 |
| 29 maggio 2021 Arena Zenica, Zenica Durata: 1h:10 - Spettatori: 30  | Lettonia             | 0 - 3 | Portogallo           | 18-25, 19-25, 21-25               |
| 29 maggio 2021 Arena Zenica, Zenica Durata: 1h:56 - Spettatori: 300 | Bosnia ed Erzegovina | 2 - 3 | Estonia              | 25-12, 22-25, 21-25, 25-22, 9-15  |
| 30 maggio 2021 Arena Zenica, Zenica Durata: 1h:12 - Spettatori: 30  | Estonia              | 3 - 0 | Lettonia             | 25-18, 25-22, 25-19               |
| 30 maggio 2021 Arena Zenica, Zenica Durata: 1h:20 - Spettatori: 400 | Portogallo           | 0 - 3 | Bosnia ed Erzegovina | 21-25, 23-25, 19-25               |
| 1º giugno 2021 Arena Zenica, Zenica Durata: 1h:42 - Spettatori: 20  | Estonia              | 1 - 3 | Portogallo           | 26-24, 19-25, 19-25, 20-25        |
| 1º giugno 2021 Arena Zenica, Zenica Durata: 0h:56 - Spettatori: 250 | Bosnia ed Erzegovina | 3 - 0 | Lettonia             | 25-12, 25-8, 25-15                |
| 2 giugno 2021 Arena Zenica, Zenica Durata: 1h:09 - Spettatori: 30   | Lettonia             | 0 - 3 | Portogallo           | 14-25, 21-25, 19-25               |
| 2 giugno 2021 Arena Zenica, Zenica Durata: 1h:02 - Spettatori: 350  | Bosnia ed Erzegovina | 3 - 0 | Estonia              | 25-9, 25-18, 25-20                |
| 3 giugno 2021 Arena Zenica, Zenica Durata: 1h:46 - Spettatori: 20   | Estonia              | 3 - 1 | Lettonia             | 26-24, 24-26, 25-22, 25-18        |
| 3 giugno 2021 Arena Zenica, Zenica Durata: 1h:39 - Spettatori: 600  | Portogallo           | 3 - 1 | Bosnia ed Erzegovina | 25-21, 17-25, 25-20, 25-23        |

##### Classifica
| Pos. | Squadra              | Pt | G | V | P | SV | SP | Ratio | PF  | PS  | Ratio |
| ---- | -------------------- | -- | - | - | - | -- | -- | ----- | --- | --- | ----- |
| 1.   | Portogallo           | 14 | 6 | 5 | 1 | 15 | 7  | 2,142 | 515 | 471 | 1,093 |
| 2.   | Bosnia ed Erzegovina | 13 | 6 | 4 | 2 | 15 | 6  | 2,500 | 491 | 393 | 1,249 |
| 3.   | Estonia              | 9  | 6 | 3 | 3 | 12 | 12 | 1,000 | 516 | 536 | 0,962 |
| 4.   | Lettonia             | 0  | 6 | 0 | 6 | 1  | 18 | 0,055 | 353 | 475 | 0,743 |

      Qualificata alle semifinali.

### Fase finale
|  | Semifinali | Semifinali           | Semifinali |                 |    | Finale  | Finale               | Finale |
|  |            |                      |            |                 |    |         |                      |        |
|  | 1B         | Portogallo           | 2          |                 |    |         |                      |        |
|  | 1B         | Portogallo           | 2          |                 |    |         |                      |        |
|  | 2A         | Austria              | 3          |                 |    |         |                      |        |
|  | 2A         | Austria              | 3          |                 | 2A | Austria | 2                    |        |
|  |            |                      |            |                 | 2A | Austria | 2                    |        |
|  |            |                      |            |                 |    | 2B      | Bosnia ed Erzegovina | 3      |
|  | 1A         | Slovenia             | 1          |                 |    | 2B      | Bosnia ed Erzegovina | 3      |
|  | 1A         | Slovenia             | 1          |                 |    |         |                      |        |
|  | 2B         | Bosnia ed Erzegovina | 3          |                 |    |         |                      |        |
|  | 2B         | Bosnia ed Erzegovina | 3          | Finale 3° posto |    |         |                      |        |
|  |            |                      |            |                 |    |         |                      |        |
|  |            |                      |            |                 |    | 1B      | Portogallo           | 1      |
|  |            |                      |            |                 |    | 1B      | Portogallo           | 1      |
|  |            |                      |            |                 |    | 1A      | Slovenia             | 3      |

#### Semifinali
| 11 giugno 2021 Športna Dvorana Ljudski Vrt, Maribor Durata: 2h:07 - Spettatori: 30  | Portogallo | 2 - 3 | Austria              | 23-25, 25-23, 25-22, 20-25, 6-15 |
| 11 giugno 2021 Športna Dvorana Ljudski Vrt, Maribor Durata: 1h:45 - Spettatori: 100 | Slovenia   | 1 - 3 | Bosnia ed Erzegovina | 23-25, 25-19, 22-25, 24-26       |

#### Finale 3º posto
| 12 giugno 2021 Športna Dvorana Ljudski Vrt, Maribor Durata: 1h:42 - Spettatori: 70 | Portogallo | 1 - 3 | Slovenia | 21-25, 25-23, 23-25, 16-25 |

#### Finale
| 12 giugno 2021 Športna Dvorana Ljudski Vrt, Maribor Durata: 2h:03 - Spettatori: 200 | Austria | 2 - 3 | Bosnia ed Erzegovina | 22-25, 29-27, 25-23, 18-25, 7-15 |

## Classifica finale
| Pos | Squadra              | Rosa |
| --- | -------------------- | --- |
|     | Bosnia ed Erzegovina | Formazione: 1 Paradžik, 2 Dragutinović, 3 Božić, 4 Hadžić, 5 Đapa, 6 Radović, 7 Radišković, 9 Begić, 10 Klopić, 11 Selimović, 12 Ivković, 13 Mladenović, 15 Rašidović, 16 Babić, 17 Bošković, 24 Isanović, CT: Ljubičić       |
|     | Austria              | Formazione: 2 Duvnjak, 3 Huber, 5 Bajde, 6 Mehić, 8 Holzer, 9 Trathnigg, 11 Chrtianska, 12 Deisl, 13 Hager, 14 Ehrhart, 15 Maroš, 16 Galić, 19 Oberhauser, 23 Haslinger, 25 Nöhrer, 26 Hinteregger, 27 Peischl, CT: De Brandt |
|     | Slovenia             | Formazione: 3 Fijok Lorber, 4 Janežič, 5 Eržen, 6 Bračko, 7 Zdovc Sporer, 8 Zatković, 9 Pogačar, 11 Velikonja Grbac, 12 Boisa, 13 Markovič, 15 Đukić, 17 Mazej, 23 Winkler, CT: Rozman                                        |
| 4   | Portogallo           | Template:Portogallo femminile pallavolo European Silver League 2021 |
| 5   | Estonia              | Template:Estonia femminile pallavolo European Silver League 2021 |
| 5   | Israele              | Template:Israele femminile pallavolo European Silver League 2021 |
| 7   | Lettonia             | Template:Lettonia femminile pallavolo European Silver League 2021 |
| 7   | Lussemburgo          | Template:Lussemburgo femminile pallavolo European Silver League 2021 |

|  | Promossa in European Golden League 2022 |

## Statistiche
| Rendimento individuale | Rendimento individuale | Rendimento individuale | Rendimento individuale |
| Pos.                   | Nome                   | Punti                  | Squadra                |
| ---------------------- | ---------------------- | ---------------------- | ---------------------- |
| 1                      | Dajana Bošković        | 135                    | Bosnia ed Erzegovina   |
| 2                      | Polina Malik           | 118                    | Israele                |
| 3                      | Maria Lopes            | 105                    | Portogallo             |
| 4                      | Aida Mehić             | 102                    | Austria                |
| 4                      | Marta Hurst            | 102                    | Portogallo             |
| 6                      | Nikolina Maroš         | 93                     | Austria                |
| 7                      | Anđelka Radišković     | 89                     | Bosnia ed Erzegovina   |
| 8                      | Eva Zatković           | 84                     | Slovenia               |
| 9                      | Mirta Velikonja Grbac  | 81                     | Slovenia               |
| 10                     | Edina Selimović        | 80                     | Bosnia ed Erzegovina   |

| Attacchi vincenti | Attacchi vincenti  | Attacchi vincenti | Attacchi vincenti    |
| Pos.              | Nome               | Punti             | Squadra              |
| ----------------- | ------------------ | ----------------- | -------------------- |
| 1                 | Dajana Bošković    | 113               | Bosnia ed Erzegovina |
| 2                 | Polina Malik       | 108               | Israele              |
| 3                 | Marta Hurst        | 88                | Portogallo           |
| 4                 | Maria Lopes        | 80                | Portogallo           |
| 5                 | Nikolina Maroš     | 77                | Austria              |
| 6                 | Edina Begić        | 65                | Bosnia ed Erzegovina |
| 6                 | Anđelka Radišković | 65                | Bosnia ed Erzegovina |
| 8                 | Eva Zatković       | 64                | Slovenia             |
| 8                 | Aida Mehić         | 64                | Austria              |
| 10                | Ana Vale           | 63                | Portogallo           |

| Muri vincenti | Muri vincenti         | Muri vincenti | Muri vincenti        |
| Pos.          | Nome                  | Punti         | Squadra              |
| ------------- | --------------------- | ------------- | -------------------- |
| 1             | Aida Mehić            | 28            | Austria              |
| 2             | Mirta Velikonja Grbac | 25            | Slovenia             |
| 3             | Edina Selimović       | 22            | Bosnia ed Erzegovina |
| 3             | Aline Rodrigues       | 22            | Portogallo           |
| 5             | Ajla Paradžik         | 19            | Bosnia ed Erzegovina |
| 6             | Andrea Duvnjak        | 17            | Austria              |
| 7             | Dajana Bošković       | 14            | Bosnia ed Erzegovina |
| 8             | Liis Kullerkann       | 13            | Estonia              |
| 8             | Anđelka Radišković    | 13            | Bosnia ed Erzegovina |
| 10            | Maria Lopes           | 11            | Portogallo           |

| Battute vincenti | Battute vincenti      | Battute vincenti | Battute vincenti     |
| Pos.             | Nome                  | Punti            | Squadra              |
| ---------------- | --------------------- | ---------------- | -------------------- |
| 1                | Maria Lopes           | 14               | Portogallo           |
| 2                | Nikolina Maroš        | 13               | Austria              |
| 3                | Eva Zatković          | 12               | Slovenia             |
| 3                | Mirta Velikonja Grbac | 12               | Slovenia             |
| 3                | Milana Božić          | 12               | Bosnia ed Erzegovina |
| 6                | Anđelka Radišković    | 11               | Bosnia ed Erzegovina |
| 7                | Eliana Durão          | 10               | Portogallo           |
| 7                | Lena Wagner           | 10               | Lussemburgo          |
| 7                | Brina Bračko          | 10               | Slovenia             |
| 7                | Aida Mehić            | 10               | Austria              |